# Notgrove
Notgrove – wieś w Anglii, w hrabstwie Gloucestershire, w dystrykcie Cotswold. Leży 28 km na wschód od miasta Gloucester i 126 km na zachód od Londynu.